# Bogaczewo (Giżycko)
Bogaczewo (deutsch Bogatzewen (Dorf), 1927–1945 Reichensee (Dorf)) ist ein Dorf in der polnischen Woiwodschaft Ermland-Masuren, das zur Gmina Giżycko (Landgemeinde Lötzen) im Powiat Giżycki (Kreis Lötzen) gehört.

Karte der Ortslagen Bogatzewen und Rydzewen (um 1816)

## Geographische Lage
Bogaczewo liegt am Westufer des Jeziore Boczne (deutsch Saitensee) im nördlichen Osten der Woiwodschaft Ermland-Masuren. Bis zur Kreisstadt Giżycko (Lötzen) sind es acht Kilometer in nördlicher Richtung.

## Geschichte
Ursprünglich war der seinerzeit Die Saythe genannte Ort ein Freigut von 10 Hufen. Das eigentliche Gründungsdatum liegt im Jahr 1563: Am 25. November 1563 verschrieb Herzog Albrecht dem Stanko Kostka aus Schwiddern den Hof Bogatzewen mit sechs Hufen nebst 1 1/2 Hufen Übermaßland. Er sollte ein Dorf von 60 Hufen mit Bauern besetzen. 1785 gwar Bogaczewo ein Dorf mit 34 Feuerstellen, 1818 mit 43 Feuerstellen bei 291 Seelen.
Etwa 700 Meter nördlich des Dorfes liegt das zugehörige Gut. Es bildet heute eine separate Ortschaft und trägt den polnischen Namen Wola Bogaczkowska.
Zwischen 1874 und 1945 war Bogatzewen Amtsdorf und namensgebend für einen Amtsbezirk. Dieser – 1928 umbenannt in Amtsbezirk Reichensee – war Teil des Kreises Lötzen im Regierungsbezirk Gumbinnen (1905–1945 Regierungsbezirk Allenstein) in der preußischen Provinz Ostpreußen.
Mit seinen Ortschaften Gut Thiemau (polnisch Gorazdowo), Gut Klonn (1938–1945 Parteinen, polnisch Klon), Kullabrücke (Kula) und Kullawäldchen (alle drei nicht mehr existent) zählte Bogatzewen im Jahr 1910 insgesamt 587 Einwohner. Die Zahl betrug 1933 noch 571 und belief sich 1939 auf 542. Aufgrund der Bestimmungen des Versailler Vertrags stimmte die Bevölkerung im Abstimmungsgebiet Allenstein, zu dem Bogatzewen gehörte, am 11. Juli 1920 über die weitere staatliche Zugehörigkeit zu Ostpreußen (und damit zu Deutschland) oder den Anschluss an Polen ab. In Bogatzewen stimmten 400 Einwohner für den Verbleib bei Ostpreußen, auf Polen entfielen keine Stimmen. Am 19. September 1927 nannte man das Dorf und Gut Bogatzewen in Reichensee um.
Im Jahre 1945 wurden Dorf und Gut in Kriegsfolge mit dem gesamten südlichen Ostpreußen nach Polen überführt. Das Dorf erhielt den polnischen Namen Bogaczewo, das Gut wurde als Ortschaft abgetrennt und Wola Bogaczkowska genannt. Beide Ortschaften sind heute unter dem Schulzenamt (polnisch sołectwo) Bogaczewo zusammengefasst als Ortsteil bzw. Ortschaft im Verbund der Gmina Giżycko (Landgemeinde Lötzen) im Powiat Giżycki (Kreis Lötzen), vor 1998 der Woiwodschaft Suwałki, seither der Woiwodschaft Ermland-Masuren zugeordnet.

### Amtsbezirk Bogatzewen/Reichensee (1874–1945)
Zum Amtsbezirk Bogatzewen, 1928 in Amtsbezirk Reichensee umbenannt, gehörten drei Dörfer:
| Name       | Änderungsname         | Polnischer Name    |
| ---------- | --------------------- | ------------------ |
| Bogatzewen | (ab 1927) Reichensee  | Bogaczewo          |
| Koszinnen  | (ab 1928) Rodenau     | Kozin              |
| Sczyballen | (ab 1928) Schönballen | Szczybały Giżyckie |

## Religionen
Bogatzewen war vor 1945 in die evangelische Kirche Rydzewen in der Kirchenprovinz Ostpreußen der Evangelischen Kirche der Altpreußischen Union und in die katholische Pfarrkirche St. Bruno Lötzen im Bistum Ermland eingepfarrt. Heute gehört Bogaczewo zur katholischen Pfarrkirche Rydzewo im Bistum Ełk (Lyck) der Römisch-katholischen Kirche in Polen bzw. zur Evangelischen Pfarrkirche Giżycko in der Diözese Masuren der Evangelisch-Augsburgischen Kirche in Polen.

## Schule
Im Jahre 1945 bestand in Reichensee eine Volksschule mit zwei Klassen.

## Bogaczewo-Kultur
Unweit von Bogaczewo liegt ein Fundort der nach dem Ort benannten Bogaczewo-Kultur. Es handelt sich dabei um eine archäologische Kultur aus der Eisenzeit.

## Verkehr
Bogaczewo liegt an der polnischen Woiwodschaftsstraße 643, die Wilkasy (Willkassen, 1938–1945 Wolfsee) mit Olszewo (Olschewen, 1938–1945 Erlenau) – bereits im Powiat Mrągowski (Kreis Sensburg) gelegen – verbindet. Außerdem enden zwei Nebenstraßen in Bogaczewo: von Sterławki Małe (Klein Stürlack) aus nordwestlicher Richtung und von Paprotki (Paprodtken, 1938–1945 Goldensee) aus südöstlicher Richtung kommend. 
Eine Bahnanbindung besteht nicht.